# Ort der Kraft
Als Ort der Kraft (auch Kraftort, Kraftplatz oder magischer Ort genannt) wird ein Ort bezeichnet, dem eine meist positive (selten auch negative) psychische Wirkung im Sinne einer Beruhigung, Stärkung oder Bewusstseinserweiterung zugeschrieben wird. Als Kraftorte werden überwiegend geographische Orte bezeichnet, die nach esoterischen Vorstellungen eine besondere Erdstrahlung haben. Je nach esoterischer Ausrichtung werden geomantische, magische, mythische oder Feng Shui-„Energien“ angenommen. In manchen Formen der Psychotherapie werden Imaginationen von Orten der Kraft in Entspannungsübungen zur Vertiefung von Entspannung genutzt. Manchmal wird der Begriff auch für Plätze gebraucht, die subjektiv als beruhigend, erholsam oder erbauend erlebt werden. Die behaupteten Energien an bestimmten geographischen Orten sind naturwissenschaftlich nicht nachweisbar.

## Geographische Kraftorte

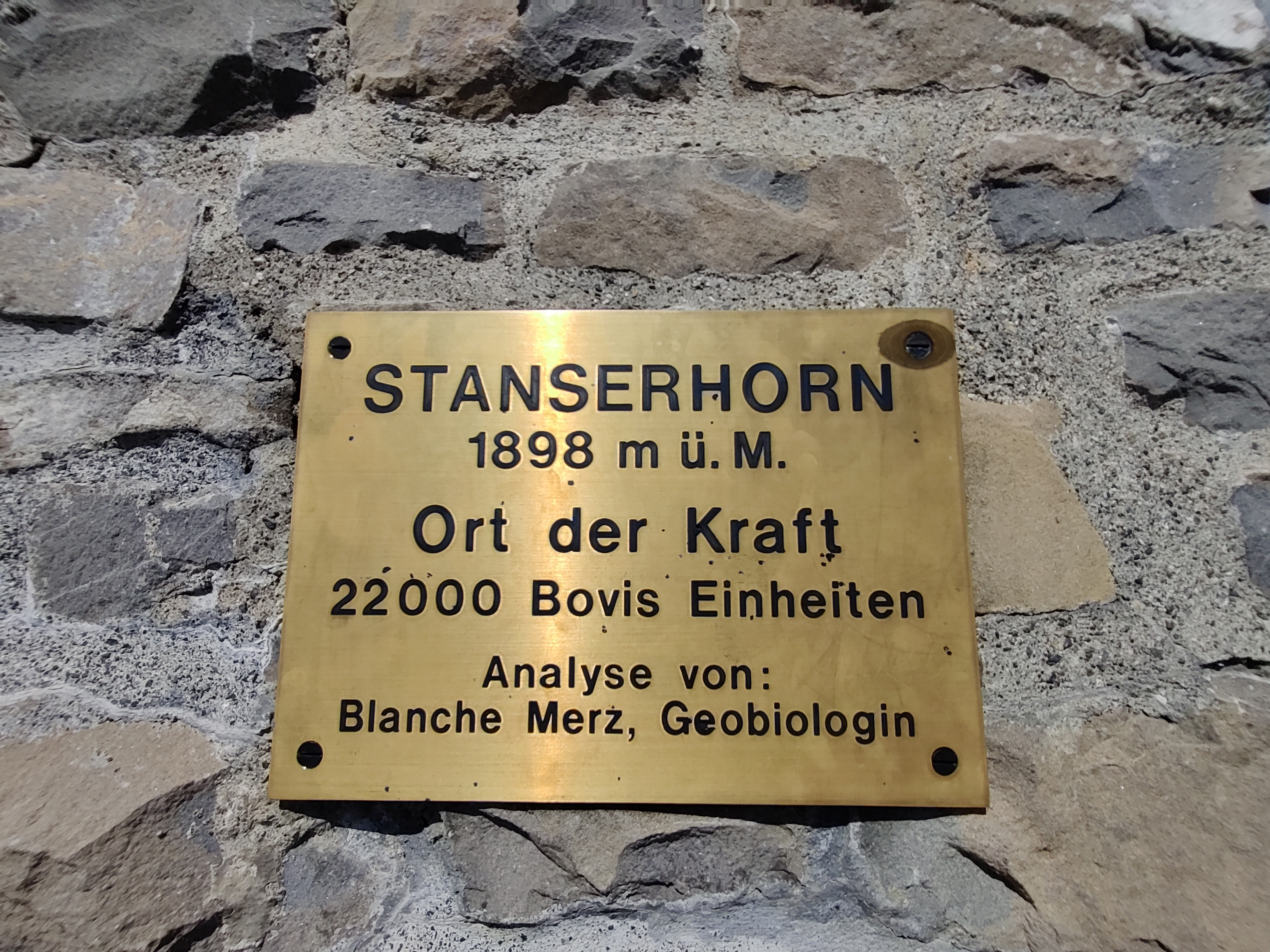
Hinweis unterhalb des Gipfels am Stanserhorn in der Schweiz

Nach verbreiteten esoterischen Vorstellungen sind alle Kultstätten aus vorchristlicher Zeit und Sakralbauten, die über Kultstätten errichtet sind, besondere geomantische Kraftorte. Dabei wird angenommen, die Menschen der Frühzeit hätten ein Gespür für Verdichtungen oder Konzentrationen von „universaler Lebensenergie“ an bestimmten Orten im Kosmos oder auf der Erde gehabt.
Häufig gelten auch markante geographische Orte wie Quellen, Flussufer, Schluchten, Berggipfel, Höhlen, Felsen, Steine, alte Bäume und Lichtungen, besonders wenn sich Mythen und Sagen um sie ranken, als Kraftorte.
Nach esoterischen Vorstellungen können auch mittels Intuition oder Radiästhesie unbekannte Kraftorte gefunden und ihre Stärke in Bovis-Einheiten durch Pendeln „gemessen“ werden. Es gibt bei Vertretern der geomantischen Esoterik auch Vorstellungen, Kraftortbesucher entzögen dem Kraftort Energie und es dauere eine Zeitspanne bis an dem Ort der energetische Anfangszustand wiederhergestellt sei.
Zu den bekanntesten, oft als Kraftort bezeichneten Orten gehören unter vielen andern der Uluru bzw. Ayers Rock (Australien), Stonehenge (Großbritannien), die Pyramiden (Ägypten), die Nazca-Linien (Peru) oder die Externsteine (Deutschland).

## Tourismus

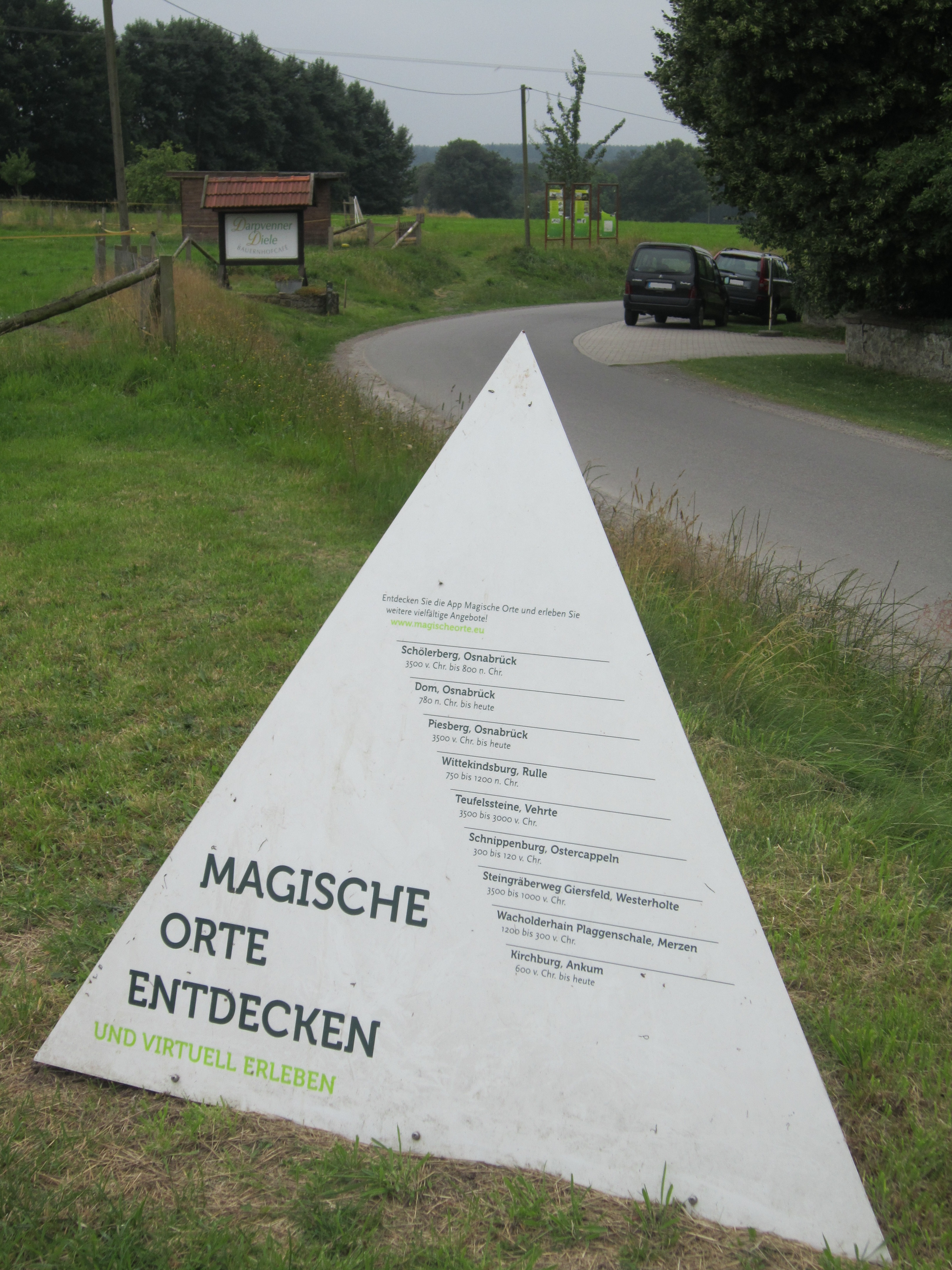
Hinweis auf „Magische Orte“ in der Stadt und dem Landkreis Osnabrück beim Eisenzeithaus Darpvenne

Im Tourismus wird versucht, mit Reisen zu spirituell und esoterisch interessanten Orten entsprechend empfängliche Kunden zu generieren. Dementsprechend wird für Orte der „Ruhe, Inspiration, Trost und Kraft“ als Attraktion für Besucher geworben. In den letzten Jahren wurden „Natur-Kraft-Wege“, „Kraftpfade“ oder Routen mit „magischen Orten“ angelegt, auf denen eine größere Anzahl von „Kraftorten“ auf dichtem Raum markiert sind.
Immer wieder kommt es an Orten, die als magisch gelten und für die Ureinwohner heilige Stätten sind, zu Konflikten zwischen den Interessen moderner Touristen und den religiösen Gefühlen der Ureinwohner. Die Anangu am Uluru haben seit 2007 wiederholt gedroht, das Gebiet für Touristen wegen unangemessenen Verhaltens zu sperren. Indianer in Nordamerika wehren sich mit Erfolg gegen touristische Aktivitäten an ihren heiligen Stätten, zum Beispiel am Devils Tower in Wyoming und am Cave Rock in Nevada.

## Kirchen und Klöster
Innerhalb der Kirchen werden zuweilen kirchliche Gebäude als „Orte der Kraft“ bezeichnet, die aber kaum etwas mit den esoterischen geographischen Kraftorten zu tun haben, sondern als Stätten gemeint sind, an denen durch Andacht oder Gottesdienst eine seelische Stärkung erfolgen soll.

## Innerer Ort der Kraft
In der Psychotherapie, vor allem bei der psychologischen Schmerztherapie, werden bei Entspannungsübungen oder in Fantasiereisen Orte der Kraft zur Vertiefung von Entspannungszuständen und zur Lenkung der Aufmerksamkeit genutzt. Der Patient wird angeleitet, sich einen Platz aus seiner Erinnerung vorzustellen, an dem er sich besonders wohl bzw. gestärkt fühlte. Imaginationen von Orten der Kraft spielen auch bei der Stressbewältigung und in der Sterbebegleitung eine Rolle.